# Perlèche

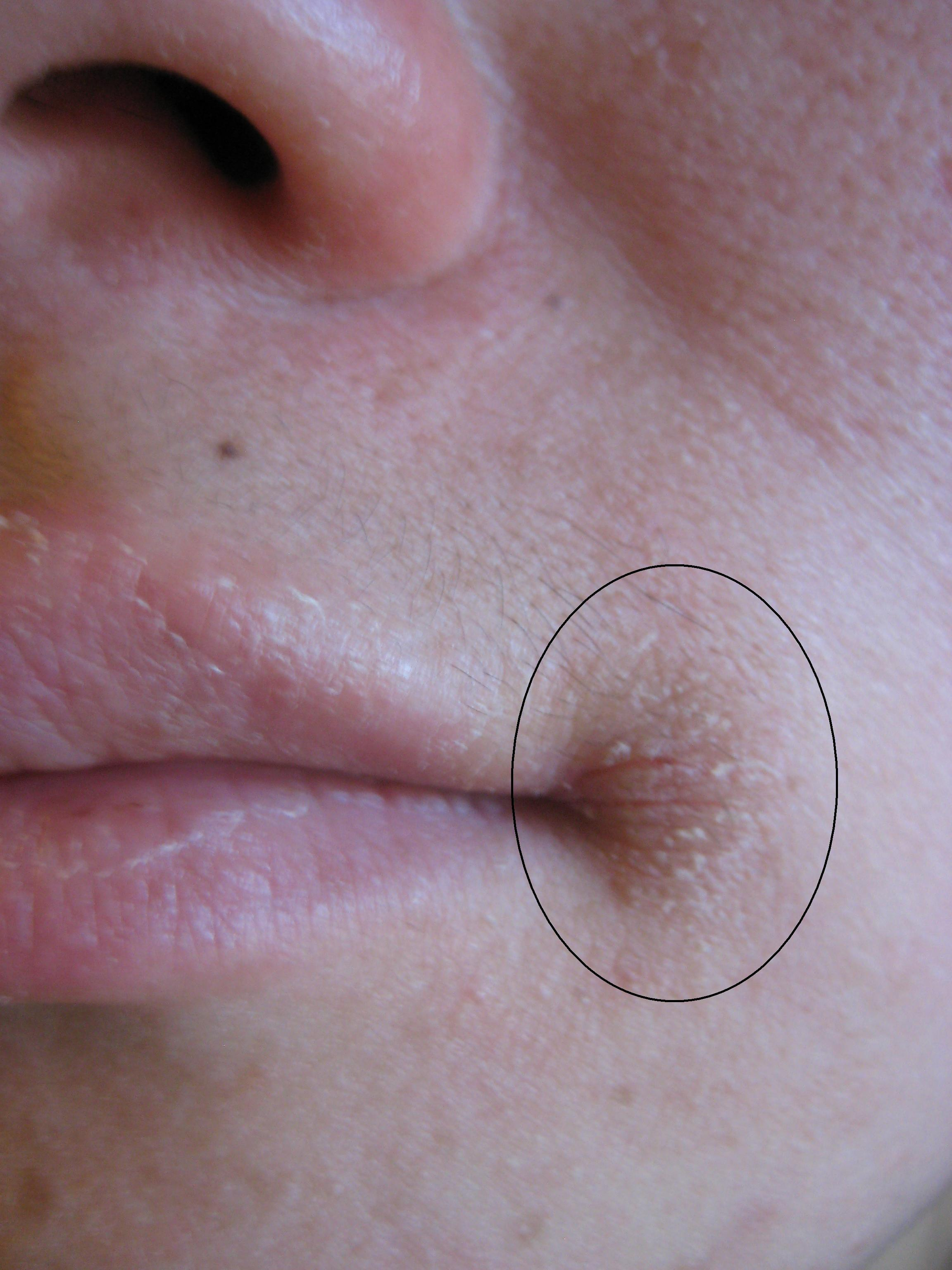
Perlèche in de linkermondhoek

Perlèche (cheilitis angularis), ook mondhoekragaden, mondhoekkloofjes of scheurmond genoemd, zijn kloofjes die ontstaan in de mondhoeken, bijvoorbeeld door een te kleine beethoogte. Hierdoor blijven de mondhoeken vochtig, wat irritatie van de huid in de mondhoeken veroorzaakt. Er ontstaan kloven die dan besmet worden met schimmels (bv. Candida albicans) en bacteriën.
Het komt nogal eens voor bij dragers van volledige mondprothesen, aangezien het alveolair been (het kaakbeen dat de vroegere tanden vasthield) met de tijd verdwijnt, en de patiënt steeds dieper kan bijten. Het verhogen van de mondprothese is dan een aangewezen behandeling.
Het komt ook voor in het vroege stadium van aids.